# 隗纯
隗純（1世纪？—42年），涼州天水郡成紀县人，东漢時代初期政治、军事人物。父隴右群雄之一隗囂，兄隗恂。

## 生平
隗囂降伏漢光武帝，又投靠成家公孫述，公孙述封隗嚣为朔宁王。光武帝杀死人质隗恂，派吴汉、岑彭包围西城。
建武九年（33年）春正月，隗囂在冀城（天水郡）死去。隗純在部下王元、周宗、行巡、高峻、苟宇、趙恢等人的支持下繼立为朔宁王，公孫述部将田弇、趙匡也来支援。同年秋八月，光武帝派中郎将来歙、征西大将軍馮異、建威大将軍耿弇、虎牙大将軍蓋延、揚武将軍馬成、武威将軍劉尚率军攻天水。建武十年（34年）夏，馮異在军中病故。同年十月，来歙在落門聚（天水郡冀县）大敗隗純，隗純投降，漢朝平定隴右。
建武十八年（42年），隗純与賓客逃亡勾結胡族，被捕后至武威郡伏誅。